# جبل علی
جبل علی (به عربی: جبل علی) یک شهرک بندری در امارات متحده عربی است که در ۳۵ کیلومتری شهر دبی واقع شده‌است. در حال حاضر بندر جبل علی بزرگ ترین بندر در خاور میانه می باشد که از لحاظ فعالیت تجاری، رتبه نهم در جهان را به خود اختصاص داده است.
جمعیت این شهرک ۳۱٬۶۳۴ نفر و مساحت آن ۴۷٫۱ کیلومتر مربع می‌باشد.
فرودگاه بین‌المللی آل مکتوم و نیروگاه جبل علی در این شهرک قرار دارند.